# 常盤町 (宇部市)
常盤町（ときわちょう）は山口県宇部市の地名。常盤町一丁目と常盤町二丁目がある。住居表示施行地域。郵便番号は755-0031（宇部郵便局管区）。宇部市の中心市街地に位置し、宇部市役所がある市の行政の中心部である。

## 地理
北側に寿町、南側に新天町、西側に真締川、東側に松山町と常藤町が接する。
地域内は商業地域となっており、山口井筒屋宇部店の前の交差点から北側に琴芝駅通り商店街が伸びる。琴芝駅通り商店街は、1990年代にコミュニティ道路として再整備され、その際にスワンロードの愛称がつけられた。
地区内には宇部市役所や宇部税務署を始めとした行政機関、広島銀行宇部支店等の金融機関が立地しており、宇部市の中心業務地区となっている。
地区の南側には国道190号が通っており、松山町一丁目交差点から中央町交差点の間は戦災復興都市計画により幅員50mの道路として整備され、常盤通りの愛称が与えられている。市役所前交差点は山口県道55号宇部港線の終点となっている。また、東側には国道490号が通っており、地区に接する区間を含み参宮通りの愛称が与えられている。
常盤通り沿道には「山口井筒屋宇部店」が立地している。山口井筒屋宇部店は、当時の宇部電気鉄道と山口市の百貨店「ちまきや」が、1933年（昭和8年）に開業したものであり、その後井筒屋の出資、ちまきやの撤退といった経緯を経て、「宇部井筒屋」に改称。2008年（平成20年）には、ちまきやの経営が悪化したため、宇部井筒屋がちまきやを買収し、山口井筒屋に改称。これに伴い、宇部井筒屋の店舗は「山口井筒屋宇部店」となった。

## 歴史

### 沿革
- 1933年（昭和08年） - 宇部ちまきや（現・山口井筒屋宇部店）が開業。
- 1950年（昭和25年） - 戦災復興都市計画により現在の街区が完成。
- 1951年（昭和26年）10月 - クシベ洋品店（現・クシベ宇部本店）が創業。
- 1998年（平成10年）3月14日 - 宇部警察署が常藤町に移転。
- 2005年（平成17年） - クシベ宇部本店が改築。
- 2006年（平成18年） - 宇部井筒屋（当時）がリニューアルオープン。
- 2009年（平成21年） - エムラ宇部支店が閉店。

## 主な施設
| - 宇部環境保健所 - 宇部市役所 - 宇部税務署 - 宇部郵便局 - 三菱UFJ銀行宇部支店・徳山支店 - 広島銀行宇部支店 - 藍澤證券宇部支店 | - 山口井筒屋宇部店 - 明治安田生命宇部営業所 - 尾中病院 - 琴芝街区公園 |

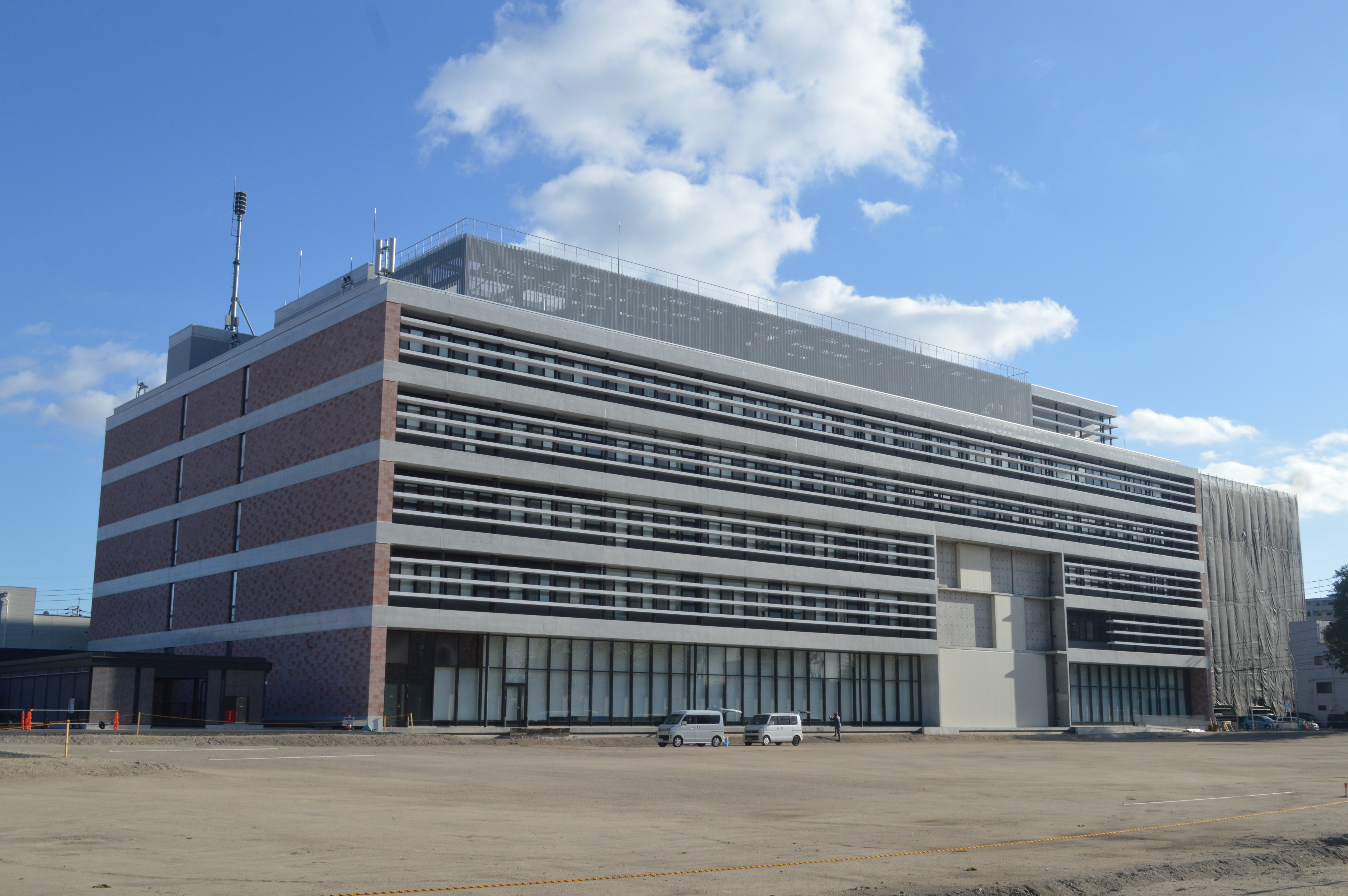
宇部市役所
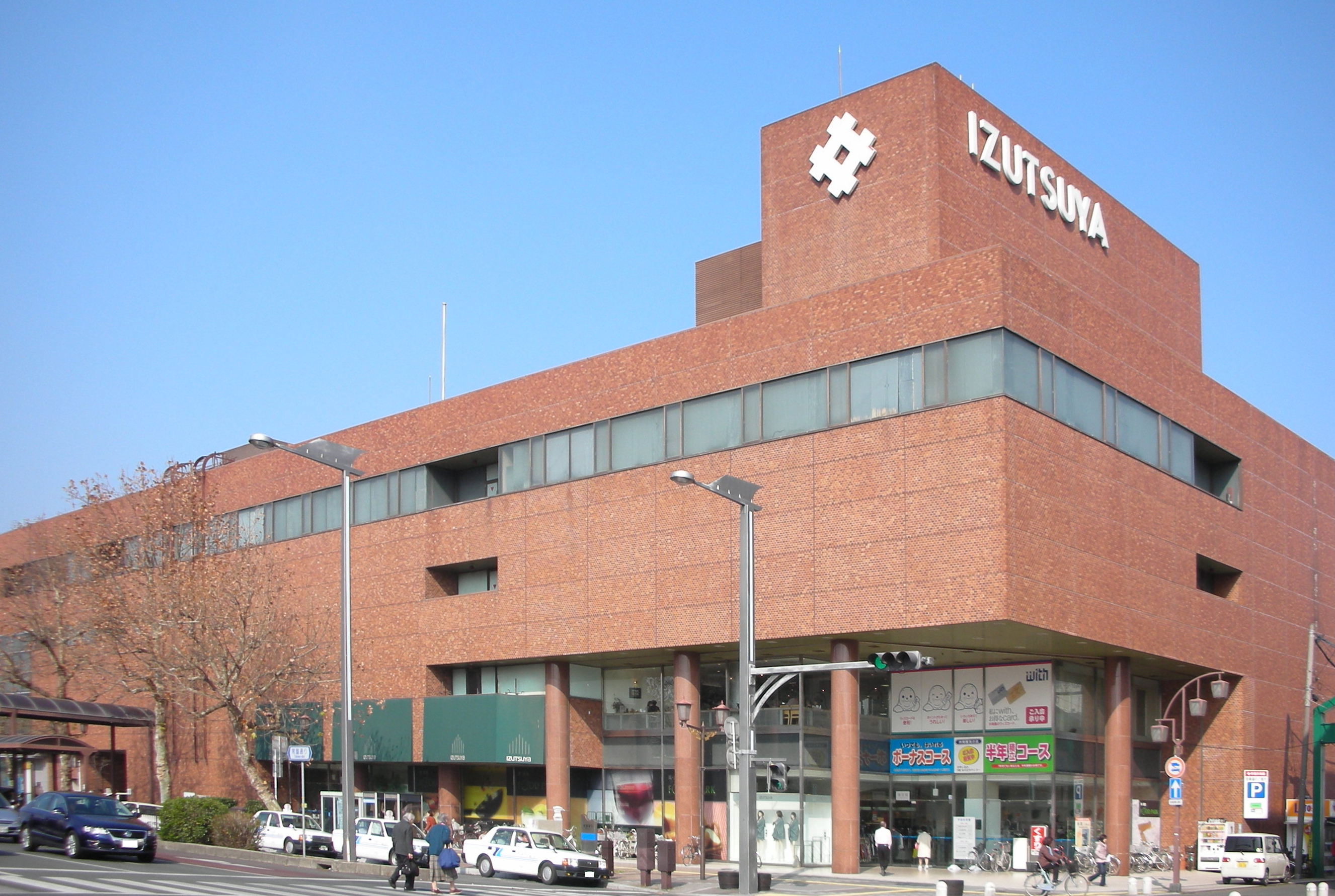
山口井筒屋宇部店
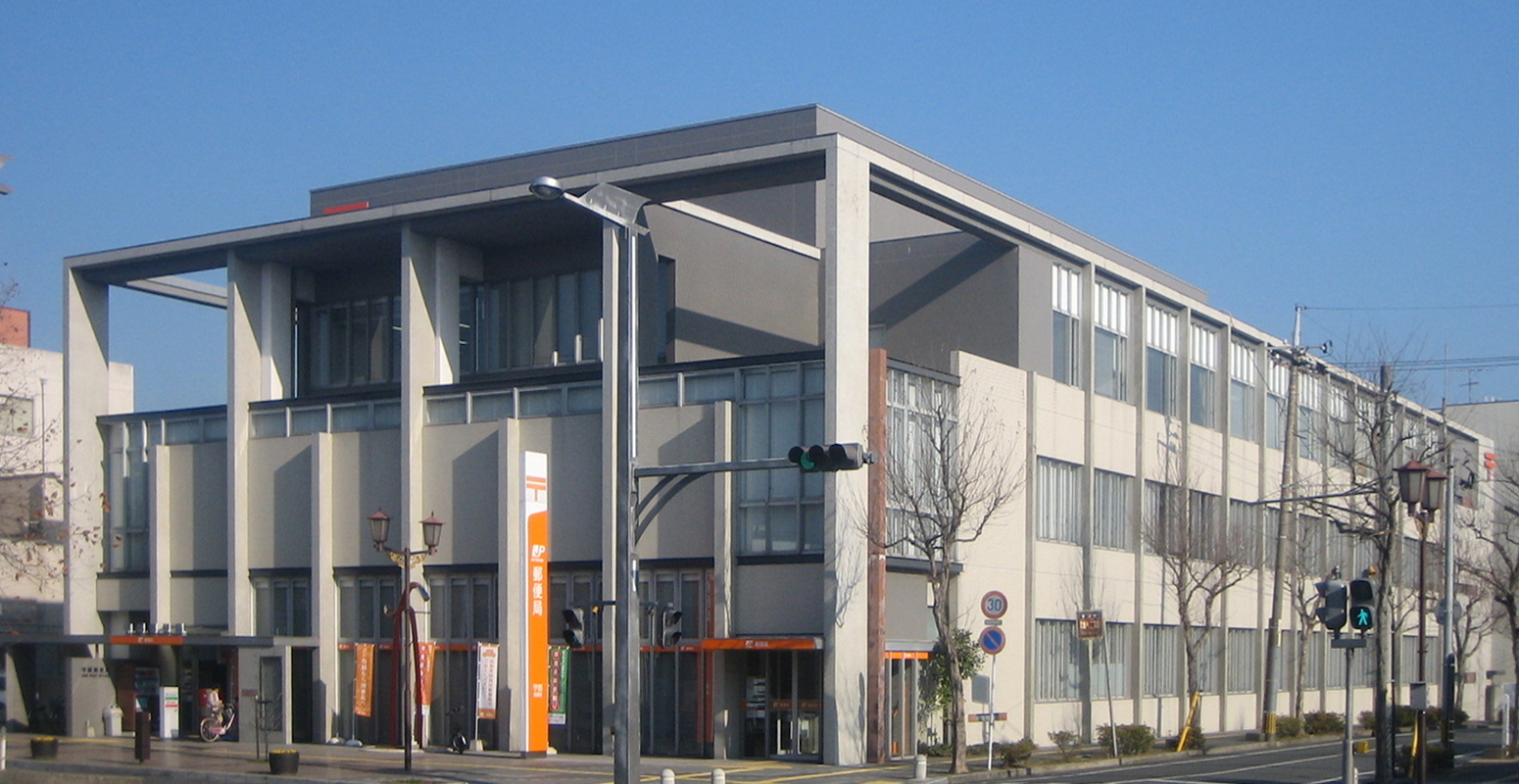
宇部郵便局

### かつて存在した施設
- 宇部警察署（1998年（平成10年）3月14日に常藤町に移転）
- エムラ宇部支店
- クシベ宇部本店
- 西京銀行常盤支店
- 福岡シティ銀行宇部支店（福岡シティ銀行と西日本銀行が合併し西日本シティ銀行が発足したことに伴い、新天町の同行宇部支店（旧・西日本銀行宇部支店）に統合された。）

かつて町域内には「クシベ宇部本店」と「エムラ宇部支店」が存在した。「クシベ宇部本店」は1951年（昭和26年）10月に洋服小売業の「クシベ洋品店」として創業。その後店舗を地上5階建てに改築していた。2005年（平成17年）には、地上9階建て（1階および2階が店舗、3階から上の階は借り上げ市営住宅）の複合ビルに改築されたが、後に本店ビル西側に移転した。「エムラ宇部支店」は松山町一丁目交差点に立地していたが、2009年（平成21年）をもって閉店。閉店後しばらくは建物は売却されずエムラの外商事務所として残されており、エムラ防府本店の協力でセールを実施する際には店舗が開設されていたが、2013年（平成25年）にエストラストへ売却。解体後、跡地には分譲マンションの「オーヴィジョン宇部マークスクエア」が建てられた。エムラ宇部支店は着物専門店として、「クシベ宇部本店」跡地に移転している。

## 交通
- 市域北部には常盤駅やときわ公園といった、「常盤（ときわ）」とつくものがあるが、これらとは無関係、

### 鉄道
- JR西日本琴芝駅下車。

### 路線バス
- 宇部市交通局 「市役所前」「常盤町一丁目」「常盤町二丁目」バス停のいずれかで下車。
- 船木鉄道 「市役所前」バス停で下車。